# Gåstjärnarna, Hälsingland
Gåstjärnarna är en sjö i Nordanstigs kommun i Hälsingland och ingår i Harmångersåns huvudavrinningsområde. Sjöns area är 0,065 kvadratkilometer och den är belägen 346 meter över havet.